# Incadorcus damasoi
Incadorcus damasoi es una especie de coleóptero de la familia Lucanidae.

## Distribución geográfica
Habita en Perú.